# 瓜诸湖
瓜诸湖是一个位于中国浙江省绍兴县的湖泊，面积约为1.3平方千米，平均水深约为1.4米。